# Pożar Moskwy (1547)

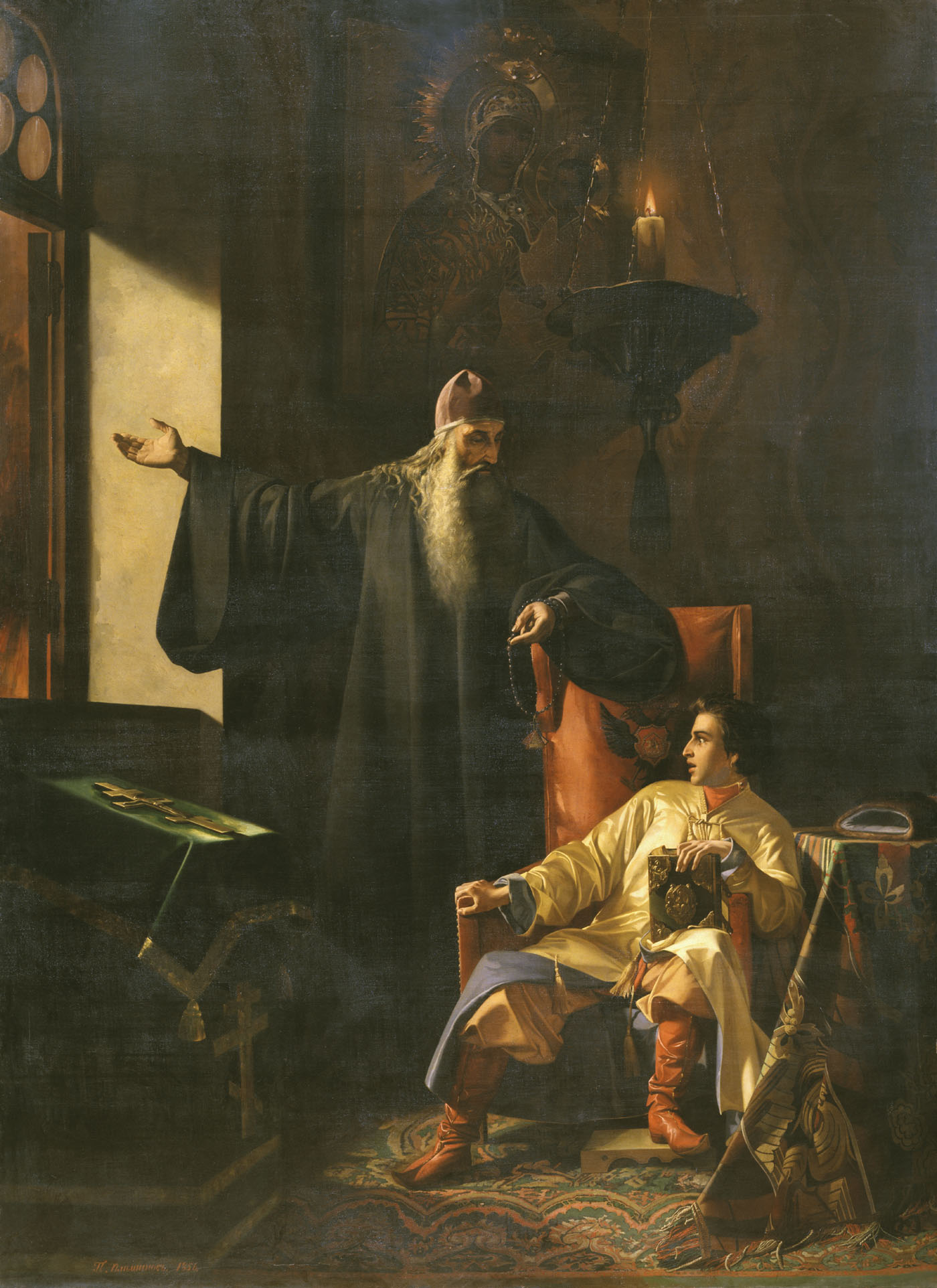
Paweł Pleszanow, Car Iwan Groźny i ksiądz Sylwester podczas wielkiego pożaru Moskwy 24 czerwca 1547 roku

Pożar Moskwy – pożar który wybuchł 24 czerwca 1547 roku w Moskwie, kilka miesięcy po koronacji Iwana IV Groźnego na cara Rosji. 

## Opis
Ogień który spustoszył dzielnice o przeważnie drewnianej zabudowie, dosięgnął także Kremla, powodując wybuch prochu w kilku wieżach. Pożar pozbawił dachu nad głową około 80 tysięcy mieszkańców. Zginęło 2700–3700 osób (nie licząc dzieci), a pozostałych mieszkańców pożar doprowadził do nędzy. Metropolita Makary został poparzony, gdy ogień dosięgnął katedralnego soboru Zaśnięcia Matki Bożej. Metropolitę wyniesiono przez wyłom w Murze Kremlowskim i spuszczono na linach do rzeki Moskwy. Mimo poparzeń przeżył jeszcze 16 lat.
Gniew mieszkańców Moskwy skierował się ku krewnym cara z rodu Glińskich herbu własnego. Jurij Gliński został ukamienowany w soborze Zaśnięcia Matki Bożej w obliczu przerażonego metropolity Makarego. Brat Jurija, Michaił usiłował uciec na Litwę, a jego matkę, Annę, babkę cara, oskarżono o spowodowanie czarami pożaru. Powstanie mieszkańców Moskwy przyczyniło się do upadku stronnictwa Glińskich i wzmocniło pozycje młodego cara, choć nie pomógł on swej babce.